# Kanton Hazebrouck-Sud

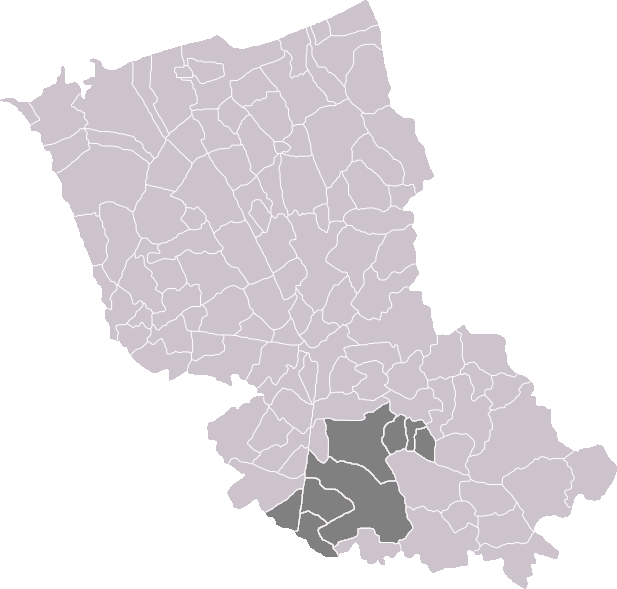
Lage des Kantons Hazebrouck-Sud im Arrondissement Dunkerque

Der Kanton Hazebrouck-Sud war bis 2015 ein französischer Wahlkreis im Arrondissement Dunkerque, im Département Nord und in der Region Nord-Pas-de-Calais. Sein Hauptort war Hazebrouck. Vertreterin im Generalrat des Departements war zuletzt von 2008 bis 2015 Françoise Polnecq.

## Gemeinden
Der Kanton bestand aus einem Teil der Stadt Hazebrouck (angegeben ist hier die Gesamteinwohnerzahl, im Kanton waren es etwa 8000 Einwohner) und weiteren sieben Gemeinden:
| Gemeinde    | Einwohner Jahr | Fläche km² | Bevölkerungsdichte | Code INSEE | Postleitzahl |
| ----------- | -------------- | ---------- | ------------------ | ---------- | ------------ |
| Boëseghem   | 726 (2013)     | –          | – Einw./km²        | 59087      | 59189        |
| Borre       | 595 (2013)     | –          | – Einw./km²        | 59091      | 59190        |
| Hazebrouck  | 21.737 (2013)  | –          | – Einw./km²        | 59295      | 59190        |
| Morbecque   | 2.598 (2013)   | –          | – Einw./km²        | 59416      | 59190        |
| Pradelles   | 376 (2013)     | –          | – Einw./km²        | 59469      | 59190        |
| Steenbecque | 1.739 (2013)   | –          | – Einw./km²        | 59578      | 59189        |
| Strazeele   | 954 (2013)     | –          | – Einw./km²        | 59582      | 59270        |
| Thiennes    | 885 (2013)     | –          | – Einw./km²        | 59590      | 59189        |